# 平野敏右
平野 敏右（ひらの としすけ、1939年2月25日 - 2014年2月13日）は、日本の安全工学者。東京大学名誉教授。初代千葉科学大学学長。第6代日本燃焼学会会長。

## 人物・経歴
横浜国立大学工学部機械工学科卒業後、1970年東京大学大学院工学系研究科航空学専攻博士課程修了、
工学博士（甲第2124号）。
1971年茨城大学工学部助教授、1976年東京大学工学部助教授、1985年東京大学工学部教授を経て、1999年東京大学名誉教授。2001年消防研究所理事長、2004年初代千葉科学大学学長。この間、1989年度から94年度までは日本燃焼学会の第6代会長も務めた。
2014年2月13日、筋萎縮性側索硬化症のため死去。

## 著書
- 『ガス爆発予防技術』海文堂出版 1983年
- 『燃焼学 : 燃焼現象とその制御』海文堂出版 1986年
- 『化学流体力学』（石塚悟と共著）丸善 1996年
- 『環境原論 : 地球にやさしいを問う』丸善 2002年
- 『危機管理 : しあわせの条件』東洋書店 2007年